# Eurydiopsis sarawakensis
Eurydiopsis sarawakensis är en tvåvingeart som beskrevs av Feijen 1999. Eurydiopsis sarawakensis ingår i släktet Eurydiopsis och familjen Diopsidae. Inga underarter finns listade i Catalogue of Life.